# AEX
AEX (skrót od Amsterdam Exchange Index) – indeks giełdowy spółek notowanych na giełdzie w Amsterdamie - Euronext Amsterdam.
Indeks został uruchomiony w 1983 roku pod nazwą European Option Exchange (ang. Europejska Giełda Opcji).
W jego skład wchodzi 25 największych spółek. Aktualizacja następuje co roku 1 marca.

## Skład indeksu
Stan z 2005 roku
- ABN AMRO
- AEGON(inne języki)
- Ahold
- Akzo Nobel
- ASML
- Buhrmann
- DSM
- Fortis(inne języki)
- Getronics(inne języki)
- Heineken
- Hagemeyer(inne języki)
- ING Group
- KPN
- Numico
- Philips
- Royal Dutch Shell
- Reed Elsevier
- SBM Offshore(inne języki)
- TNT
- Unilever
- Vedior(inne języki)
- VNU(inne języki)
- Wolters Kluwer(inne języki)